# Беляна
Беляната е огромна, дървена, плоскодънна баржа, използвана за смъкване на дървесина по реките Волга и притока ѝ Кама от 17-и до началото на 20 век. По това време по горното течение на тези реки се добива голямо количество дървен материал. От необработените трупи се конструират беляни, чието единствено предназначение е да превозят дървесината надолу по течението, т.е. те са проектирани само за еднократно пътуване. Нямат никакъв двигател и се движат по течението на реката на принципа на сала. В някои случаи на тях се товарят допълнително лико и рогозки. Плават обикновено до Царицин (днес Волгоград) и не стигат по-надолу до Астрахан. Там корпусът се разглобява, дървеният материал се демонтира и дървата се откарват за обработка в дъскорезниците, или се продават за огрев.

## История
Предполага се, че началото на строителството на беляни е поставено в началото на 17 век. След Бунта на стрелците през 1698 г. по река Ветлуга и притока ѝ Уста са заточени участвали в бунта стрелци, заедно със семействата си, както и провинени корабни майстори, които започват работа по беляните.
По онова време, в зависимост от характера на реката и превозвания товар, се ползват много и различни речни плавателни съдове – гусяни, подчалки, полулодки, фериботи, баржи и други. Преди появата на достъпни железопътни и шосейни пътища в Русия, корабостроенето се смята за престижно и печелившо. Реките са най-бързият и евтин начин за превоз на пътници и товари. В началото на 19 век по Волга плават около 500 такива кораба.
Някои от по-малките беляни са сглобявани и разглобявани по два пъти в един сезон. Това са тези, кито плуват до места, където Волга се приближава близо до Дон. Корабчето акостира до брега, след което целият товар се превозва с конски каруци до Дон. След това беляната се разглобява, материалът се транспортира, сглобява се отново, пак се натоварва и се пуска до долното течение на Дон, където се разтоварва и демонтира за втори път.
До пристанищата на Волга дървен материал се доставя изключително с беляни, но постепенно, с прехода към нафта, този транспорт отпада. Въпреки това, дори в началото на 20 век, ежегодно се строят до 150 броя от тези кораби.

## Доставяне на материала
Изсичането на дървесината и плаването по реката се извършват при липсата на всякаква механизация. Работниците тръгват да секат дърва на групи, като носят храна от дома си. В продължение на 3 – 4 месеца живеят в гората, без да се връщат вкъщи, задоволявайки се с оскъдна и монотонна диета и спящи в малки зимни колиби, които не се отопляват добре.
На бреговете на Уста и Ветлуга трупите се белят от кората и беляната, построена от тях, изглежда изцяло бяло-жълта. Предполага се, че името ѝ е свързано с белия цвят на дървото, от което е направена. После трупите се връзват на връзки и когато пълноводието започне, се откарват до устието на река Ветлуга, ляв приток на Волга. Там връзките с трупи се изтеглят от брега с помощта на дълги пръти и се подреждат във водата така, че да не се получават задръствания. Движението на дърветата се насочва от брега и от хора на салове.
При пристигането до предназначението си корабите се демонтират до такава степен, че буквално нищо не остава от тях. Къщичките за екипажа и лоцмана се продават като готови жилища, дървеният материал се използва в строителството, конопът, рогозката, въжетата и крепежните елементи, абсолютно всичко се продава. Само най-малките беляни, натоварени с риба в Астрахан, се връщат назад, теглени от бурлаци нагоре по течението. Накрая рибата се продава, корабчето също се демонтира и дървата от него се продават за огрев. Поддържането на една беляна за повече от един сезон се оказва нерентабилно.

## Конструкция и оборудване
За изграждането на една средно голяма беляна са нужни около 240 борови и 200 смърчови трупи. Плоското дъно се изработва от смърч, а стените – от бор. Разстоянието между шпангоутите е не повече от половин метър, поради което здравината на корпуса е изключително висока. В същото време беляните са построени без нито един гвоздей и едва по-късно започват да се ползват железни пирони. Не се прави никакво насмоляване, а трупите просто са здраво завързани един за друг. Беляни се строят само в три корабостроителници на Волга.
Корпусът е изострен отпред и отзад и понякога беляните са оборудвани с платна от рогозка. Дължината на един такъв плавателен съд обикновено стига до 100 – 120 метра, ширината – до 25 метра, а височината – до 5 – 6 метра. Товароносимостта на големите баржи е приблизително 10 000 тона.
Управлението се осъществява с огромен рул, поставен в кърмовата част, който се завърта с помощта на голям, дълъг и дебел прът, изнесен от кърмата на палубата. Заради него съдът се движи не с носа напред, а с кърмата. Там се намира и лотът, който се влачи по дъното на реката и, забавяйки хода на плавателния съд, дава възможност да се насочи в една или друга посока с помощта на руля. Ако трябва да се доближи до левия бряг, лотът се завърта надясно, а рулят – наляво. За десен завой се процедира обратно. За движение направо лотът се завърта в посоката, в която се намира руля. Въпреки очевидната тромавост на управлението, маневреността на беляната е много добра. В допълнение съдът е оборудван с големи и малки котви с тегло от 320 до 1600 кг, както и с голямо разнообразие от различни въжета.
Товарът от трупи, греди и дъски вътре в беляната се разпределя така, че да се осигури достъп до дъното ѝ, в случай на пробив. Готовият материал се подрежда на четни редове с широки отвори между тях за да може в случай на авария бързо да се стигне до нея. Освен това правилно положените трупи изсъхват по-бързо, което ги предпазва от гниене. За да се противостои на натиска на водата отвън, вътрешният товар не докосва бордовете, а между него и борда се набиват клинове, които при изсъхването им с течение на времето, се заменят с все по-големи и по-големи.
Щом товарът започне да надвишава височината на борда, следващите трупи се полагат така, че да стърчат навън и върху тях се слага нов товар. Такива изпъкналости се правят двустранно и много внимателно, за да не се наруши баланса на кораба. Получените уширения понякога стърчат извън борда с четири или повече метра, общата ширина на съда отгоре става много по-голяма от дъното и достига при някои беляни до 30 метра.
Палубата също представлява товар, обикновено от нарязани дъски и по големина прилича на тази на съвременен самолетоносач. На нея са предвидени от 2 до 4 отвора за повдигане на тежките котви и опъване на въжетата, държащи руля. Близо до кърмата са инсталирани две малки помещения, които служат за баланс и като местообитание на екипажа. Между покривите им се изгражда висок напречен мост с врязана в средата кабина, където се намира лоцманът. Тази кабина обикновено се покрива с дърворезба, а понякога дори се оцветява със златиста боя.
Въпреки че беляните са чисто функционални, те са богато украсени със знамена – не само държавни и търговски, но и собствени знамена на определен търговец, които най-често изобразяват благословии на светци или някакви символи, подходящи за случая. Понякога те са толкова големи, че се веят над кораба като платна.
На беляната има от 15 до 35 матроса, а на най-големите – от 60 до 80. Голяма част от тях работят на помпите, които изпомпват водата от корпуса, тъй като при плаването той обикновено се наводнява. Осигуряват се около 10 – 12 помпи, а корабът е натоварен така, че носът му да се потопи във водата по-дълбоко от кърмата и цялата навлязла вода да се оттича там.